# Памятник Ленину (Йошкар-Ола)
Памятник В. И. Ленину — памятник российскому и советскому политическому и государственному деятелю, основателю СССР Владимиру Ильичу Ленину. Расположен в Йошкар-Оле, на площади им. Ленина. Открыт 6 ноября 1966 года. Является памятником истории регионального значения, охраняется государством.

## История создания
Решение о размещении на центральной площади Йошкар-Олы памятника Владимиру Ильичу Ленину было принято постановлением Марийского областного комитета КПСС и Совета Министров Марийской АССР № 515 от 29 августа 1960 года. В этому же году скульптором Матвеем Генриховичем Манизером начата работа над макетом памятника, который был впервые представлен 17 марта 1961 года в Академии художеств СССР на выставке, приуроченной к 70-летию со дня рождения скульптора и 45-летию его творческой деятельности.
Разрешение на строительство было дано Постановлением Совета Министров СССР в 1966 году. Заказчиком на проектирование и строительство памятника выступило Управление капитального строительства Йошкар-Олинского Горисполкома. Средства на реализацию проекта были выделены из городского бюджета.
Открытие памятника состоялось 6 ноября 1966 года и было приурочено к 49-й годовщине Великой Октябрьской социалистической революции и 46-й годовщине образования Марийской автономии. Акт о приемке памятника в эксплуатацию был утвержден Постановлением Совета Министров Марийской АССР № 613 от 12 ноября 1966 года. В связи с установкой памятника центральная площадь получила название площади Ленина, а проходящая через площадь улица Институтская — проспект Ленина.
По задумке, установка памятника на главной площади Йошкар-Олы позволила придать ему главенствующую роль в объемно-пространственной композиции сложившейся застройки, стать одной из главных достопримечательностей города. Основная точка восприятия — по направлению движения с Ленинского проспекта и с проспекта Гагарина на площадь.
Авторы памятника — скульптор Матвей Генрихович Манизер и архитектор Игорь Евгеньевич Рожин. Памятник изготовлен в художественно-производственной мастерской Ленинградского завода «Монументскульптура», строительно-отделочные работы велась силами Марийского строительного треста. Контроль за реализацией проекта был поручен Павлу Алексеевичу Самсонову — заслуженному архитектору РСФСР, в то время — главному архитектору Йошкар-Олы. За эту работу создатели памятника и коллектив завода «Монументскульптура» были награждены Почетной грамотой Президиума Верховного Совета Марийской АССР.

## Описание
Памятник представляет собой однофигурную скульптурную композицию: на массивном постаменте — бронзовая полноростовая фигура Владимира Ильича Ленина. Образ также передан через характерные предметы одежды: пальто, брючный костюм, жилетку, сорочку, галстук, фуражку на голове. В. И. Ленин показан в статической, спокойной позе: взгляд устремлён в даль, левая рука — в кармане пальто, правая — слегка сжата в кулак, большой палец правой руки — в кармане брюк, пальто распахнуто. Вся фигура В. И. Ленина подана вперед, что создаёт иллюзию движения.

## Характеристика
Общая высота памятника вместе с постаментом и стилобатом — 965 см. Высота бронзовой скульптуры В. И. Ленина — 450 см, высота постамента — 437 см. На постаменте также установлена бронзовая стела, высотой 122 см с рельефной композицией: изображены серп, молот, сноп колосьев, наковальня и шестерня. Постамент установлен на стилобат сложной объемно-планировочной формы, образующий ряд ступеней к памятнику, которые ведут к площадке у основания постамента для возложения цветов. Высота стилобата — 78 см, размеры в плане 854 x 755 см. На постаменте надпись — Ленин из бронзовых букв. Постамент и стилобат выполнены из красного шлифованного гранита.

## Охранный статус
Является объектом культурного наследия (памятником истории и культуры) народов Российской Федерации как памятник истории регионального значения, охраняется государством.
Изначально памятник был взят под охрану Постановлением Совета министров РСФСР № 624 от 4 декабря 1974 года «О дополнении и частичном изменении Постановления Совета Министров РСФСР от 30 августа 1960 г. N 1327 „О дальнейшем улучшении дела охраны памятников культуры в РСФСР“» как памятник искусства, подлежащий охране как памятник государственного значения.
Согласно Указу Президента РФ № 452 от 5 мая 1997 года N 452 «Об уточнении состава объектов исторического и культурного наследия федерального (общероссийского) значения» памятник В. И. Ленину был исключен из перечня объектов исторического и культурного наследия федерального (общероссийского) значения и был рекомендован для отнесении к категории памятников истории и культуры местного значения.
В настоящее время памятник принят на государственную охрану как объект культурного наследия Республики Марий Эл согласно постановлению Правительства Республики Марий Эл № 162 от 27 июня 2007 года «О мерах по обеспечению сохранности объектов культурного наследия (памятников истории и культуры) Республики Марий Эл».